# Erscheinung
Unter Erscheinung versteht man im allgemeinen Sprachgebrauch verschiedene Arten des Auftauchens bzw. „Daseins“ eines Objektes oder das Sichtbarwerden oder Sichzeigen von zuvor nicht zu sehenden oder erkennbaren Gegenständen oder Vorgängen in der Umwelt oder aber ein unwillkürliches inneres Erleben von plastisch deutlichen visuellen Vorstellungen, die dabei auch andere Sinnesqualitäten, besonders häufig solche akustischer Art, einschließen können. Auch das „Auftreten“ als Phänomen im abstrakten Sinn oder als Auftritt in theatralischem Verständnis kann so benannt werden. Erscheinungen in der Natur werden als Naturerscheinung bezeichnet.
Meist wird damit dann ein (plötzlicher) Auftritt im Sinn einer Veränderung in der betrachteten Szene gemeint:
- „Auf einer Theater-Bühne erscheint ein Schauspieler im Hintergrund.“ (sog. Randerscheinung)
- „Der Zug kommt hinter dem Bergrücken hervor.“
- „In der Filmszene materialisiert das Raumschiff direkt vor dem Pilotenfenster.“

## Religiöse Bedeutung
Die Übergänge zwischen „Erscheinungen“ unterschiedlichster Art wie Schemen, dem Geist eines Toten, den Geistern der Ahnen oder Gespenstern, von Spukgestalten oder Dämonen vielfältigster Gestalt oder von Teufeln und Engeln jeder Art bis hin zu „Visionen“ sonstigen Inhalts mit stimmlichen und dann zumeist als „Offenbarungen“ oder „Verkündigungen“ aufgefassten Erlebnissen sind fließend. Von Hellsehen wird dabei dann gesprochen, wenn das Normalbewusstsein von Seher oder Seherin mitsamt der Fähigkeit erhalten bleibt, mit der Umgebung in Kontakt zu bleiben, und von visionären Erlebnissen, wenn die Konzentration auf das visionäre Geschehen derart hochgradig ist, dass anderes nicht mehr beachtet oder sogar aus der Wahrnehmung und somit aus dem Bewusstsein der Betreffenden ausgeschlossen ist. Eine Verwechselung mit Halluzinationen liegt nahe, psychologische Beziehungen zwischen den verschiedenen Erlebnisweisen sind ungeklärt. Bekanntes Beispiel sind die Marienerscheinungen, doch gab es auch viele Engelserscheinungen im frühneuzeitlichen Protestantismus.
Eine marxistisch orientierte Interpretation der religiösen Erscheinung sieht Ernst Bloch in der Erscheinung als Vorschein auf eine bessere Welt.

## Philosophie
„Alle Wissenschaft wäre überflüssig, wenn die Erscheinungsform und das Wesen der Dinge unmittelbar zusammenfielen.“ – Karl Marx
In der Geschichte der Philosophie wird der Begriff „Erscheinung“ von einer Vielzahl von Philosophen gebraucht, oft mit unterschiedlichen Bedeutungen. Er wird oft abgegrenzt gegen ein „Wesen“ oder „Ding an sich“. Er ist aber nicht immer gleichzusetzen mit „Schein“ im Sinne eines falschen, unvollständigen oder irreführenden Bildes.
Der entsprechende Begriff in der griechischen Philosophie ist phainomenon, von dem das Fremdwort Phänomen stammt. Ursprünglich nur auf das Sichtbare bezogen, wurde der Begriff auf alles sinnlich Wahrnehmbare ausgeweitet und beschrieb dann alles, was subjektiv in der Anschauung erfahren wird. Schon hier taucht die Unterscheidung zwischen sinnlichen Erscheinungen einerseits und einer „wirklichen“, „wahren“, „objektiven“ Welt dahinter auf. Ihren ersten Höhepunkt erreicht diese Trennung mit Platon, der die sinnlichen Erscheinungen den „Ideen“ klar gegenüberstellt. Bei Platon ist auch eine Wertung zu finden: die Erscheinungen werden den Ideen gegenüber als zweitrangig, minderwertig beschrieben.
Auch in der Scholastik wird die Erscheinung der Dinge dem wirklichen Sein gegenübergestellt. Hier tritt die Trennung zwischen einer äußeren und inneren Welt hinzu. Erscheinung bezeichnet dann das Sein eines Dinges im Bewusstsein, während die Wirklichkeit außerhalb desselben liegt. Diese Kluft könne nur durch Glauben überwunden werden.
Nach Immanuel Kant gibt es einen Unterschied zwischen dem „Ding an sich“ und dessen „Erscheinung“. – Der unbestimmte Gegenstand einer empirischen Anschauung heißt Erscheinung. (KdrV) Erscheinung ist alles, was mit unseren Sinnen wahrgenommen und mit unseren Kategorien verarbeitet wird. Insofern sind die Erscheinungen den Gesetzen unseres Denkens unterworfen: sie „erscheinen“ in Raum und Zeit, weil wir notwendig in Raum und Zeit denken. Nur diese, unserem Denken unterworfenen Erscheinungen können vom Menschen erfasst werden: das Ding an sich müsse immer unerkannt bleiben. Der Begriff „Erscheinung“ soll hier nicht wertend sein: den Erscheinungen komme durchaus subjektive Wahrheit zu. Als anderes Wort für „Erscheinung“ tritt auch „Vorstellung“ auf.
Arthur Schopenhauer verbindet die platonische und kantische Philosophie mit buddhistischen und altindischen Denkweisen. So gelangt auch er zu einer Möglichkeit, das Wesen hinter der Erscheinung zu erkennen. Das Ding an sich, das Kant für unerkennbar hielt, identifiziert er mit dem „Willen“, den man nicht erkennt, aber innerlich fühlt. Die Welt „erscheint“ als Vorstellung, sie „ist“ ein blinder, zielloser, irrationaler Wille, der sich in den Erscheinungen, dem „Schleier der Maya“ manifestiert.
Friedrich Nietzsche folgte in seiner frühen Philosophie dem Schopenhauerschen Denken: Der Welt zugrunde liege ein tragischer Urschmerz, der sich im Gegensatz von dionysischem Rausch und apollinischer Schönheit äußere. Später lehnte er dieses Denken radikal ab: die Trennung der Welt in eine „wahre“ und eine „scheinbare“ sei verlogen. Es gebe nur die sinnlichen „Erscheinungen“, womit das Wort hinfällig sei; eine weitere, angeblich „wahre“ Welt „dahinter“ sei etwa von Platon, dem Christentum oder Kant nur erfunden worden, um die einzige, nämlich unsere sinnlich wahrnehmbare Welt schlecht zu machen. Ein „Ding an sich“ sei widersinnig, denn nichts könne getrennt von anderem existieren.
Die materialistische Dialektik trennt ebenfalls zwischen Erscheinung als Gesamtheit der Eigenschaften und Beziehungen eines Gegenstandes einerseits und dessen „Wesen“ andererseits. Dabei kann auch letzteres erkannt werden. Die Erscheinung enthalte zwar schon wesentliche Merkmale eines Dings, aber auch Unwesentliches. Die Untersuchung müsse das Unwesentliche aussondern und zum Wesentlichen gelangen, was durch dialektisches Denken möglich sei.
Die Phänomenologie bezeichnet mit dem Begriff „Phänomen“ (etwa gleichbedeutend mit Erscheinung) alle Bewusstseinsinhalte. Die Frage, ob diese auch unabhängig vom Bewusstsein existieren, wird dabei ausgeklammert. Durch phänomenologische Analyse (eidetische Reduktion) könne zu ihrem „Wesen“ vorgedrungen werden. Dieses ist hier also nicht Gegensatz zur Erscheinung, sondern ein zu erkennender Teil des Phänomens.

## Zitate
- Wer Visionen hat, soll zum Arzt gehen. – Helmut Schmidt über Willy Brandts Visionen, zitiert im Spiegel 44/2002, S. 26